# Ястржемский, Карл
Карл Ястрже́мский (или Карл Ястре́мски, англ. Carl Yastrzemski (/kɑrl jəˈstrɛmski/; род. 22 августа 1939 года в Саутхемптоне, штат Нью-Йорк) — американский профессиональный бейсболист. Выступал за команду «Бостон Ред Сокс», заменив в ней на позиции аутфилдера легендарного Теда Уильямса.
Всю свою профессиональную карьеру, с 1961 по 1983 год, провёл в одной и той же команде. Только один игрок в истории, Брукс Робинсон из «Балтимор Ориолс», выступал за одну команду столь же долго (23 сезона).
По количеству матчей в Главной бейсбольной лиге (MLB) (3308) уступает только Питу Роузу. По количеству хитов (3419) занимает 8-е место в истории лиги, по количеству дублей (646) — тоже 8-е.
За свою карьеру стал обладателем семи «Золотых перчаток».
Лучшим сезоном в карьере Карла стал 1967 год, когда он привёл «Бостон Ред Сокс» к победе в Американской лиге и стал обладателем Тройной короны (со средним коэффициентом результативности отбивания 0,326, 44 хоум-ранами и 121 засчитанными пробежками), а также был избран «самым ценным игроком» лиги.
В 1989 году был принят в Зал славы бейсбола.